# Carlos Eduardo Dolabella
Carlos Eduardo Dolabella (Rio de Janeiro, 11 giugno 1937 – Rio de Janeiro, 26 maggio 2003) è stato un attore brasiliano.

## Biografia
Fu attore cinematografico ma lavorò soprattutto nelle telenovelas, tra le quali Selva de Pedra (dove sostenne il ruolo di un uomo affetto da emofilia), Magia, Agua Viva, Vite rubate, La forza del desiderio.
Nel 2002 Dolabella fu colpito da un infarto, che contribuì ad aggravare il suo stato di salute: l'attore aveva infatti da decenni il diabete di tipo 1. Morì nel maggio del 2003, per complicazioni cardiache. 

## Vita privata
Era marito della collega Pepita Rodríguez e padre di Dado Dolabella, attore come i genitori. La coppia ebbe anche un altro figlio maschio.

## Filmografia parziale

### Televisione
- Coração  (1965)
- O Amor Tem Cara de Mulher (1966)
- A Rainha Louca (1967)
- Véu de Noiva (1969)
- Irmãos Coragem (1970)
- O Homem Que Deve Morrer (1971)
- Selva de Pedra (1972)
- O Bem-Amado (1973)
- O Espigão (1974)
- Bravo! (1975)
- Saramandaia (1976)
- Despedida de Casado (1977)
- Espelho Mágico (1977)
- Magia (O Astro, 1977)
- Sinal de Alerta (1978)
- Pai Herói (1979)
- Agua Viva (Água Viva, 1980)
- O Bem-Amado (1980)
- Vite rubate  (Louco Amor, 1983)
- Alô Pepa, Alô Dola (1985)
- Amor com Amor Se Paga (1985)
- Hipertensão (1986)
- O Pagador de Promessas (1988)
- Kananga do Japão (1990)
- O Guarani (1991)
- Incidente em Antares (1994)
- Engraçadinha: Seus Amores e Seus Pecados (1995)
- A Próxima Vítima (1995)
- O Campeão (1996)
- Por Amor (1996)
- Labirinto (1998)
- Sai de Baixo (1998)
- Torre di Babele   (Torre de Babel, 1998)
- La forza del desiderio  (Força de um Desejo, 1999)
- A Muralha (2000)
- Porto dos Milagres (2001)